# Dicodonium cornutum
Dicodonium cornutum är en nässeldjursart som beskrevs av Ernst Haeckel 1879. Dicodonium cornutum ingår i släktet Dicodonium och familjen Corynidae. Inga underarter finns listade i Catalogue of Life.